# Thomasomys notatus
Thomasomys notatus é uma espécie de roedor pertencente à família Cricetidae. Pode ser encontrada no Peru.